# 6482 Steiermark
6482 Steiermark este un asteroid din centura principală de asteroizi.

## Descriere
6482 Steiermark este un asteroid din centura principală de asteroizi. A fost descoperit pe 10 ianuarie 1989 la Tautenburg de Freimut Börngen. Asteroidul prezintă o orbită caracterizată de o semiaxă mare de 3,17 ua, o excentricitate de 0,12 și o înclinație de 0,6° în raport cu ecliptica.